# Edward Ochab
Edward Mieczysław Ochab (n. 16 august 1906, Cracovia, Austro-Ungaria – d. 1 mai 1989, Varșovia, Polonia) a fost un politician comunist polonez care a îndeplinit funcția de secretar general al Partidului Muncitoresc Unit Polonez (PZPR) în Republica Populară Polonă, în perioada 20 martie-21 octombrie 1956, ca interimar după moartea misterioasă a lui Bolesław Bierut în URSS. A fost urmat în această funcție de Władysław Gomułka. Între 1964-1968, a îndeplinit funcția de președinte al Consiliului de Stat al Republicii Populare Polone. După 1968, s-a retras definitiv din politică.

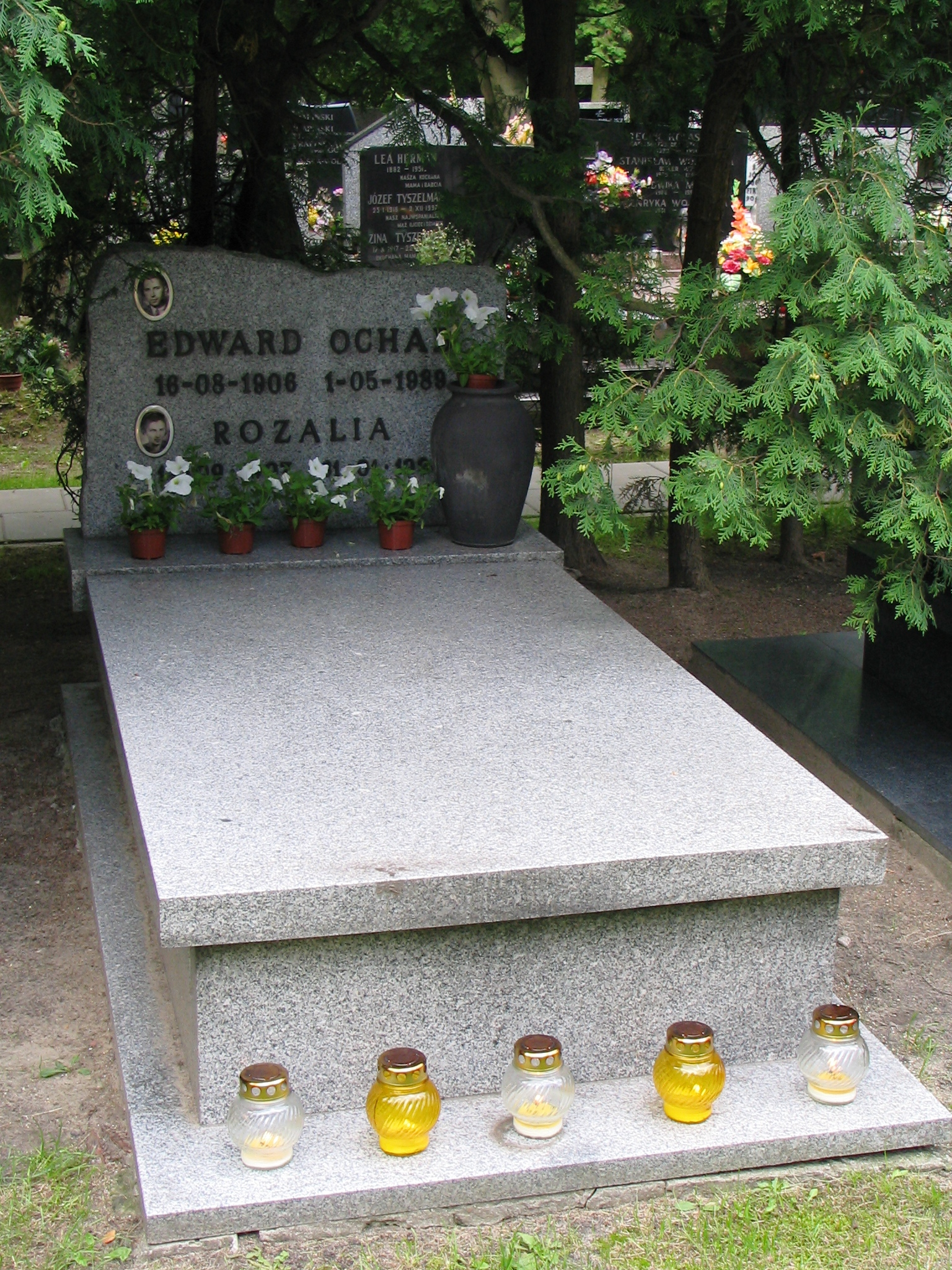
Mormântul lui Edward Ochab și al soției sale